# محمدجعفر معین‌فر
محمدجعفر معين‌فر (زاده ۱۳۱۳)، نویسنده، مترجم و زبان‌شناس اهل ایران است.

## پیشینه
وی هم‌اکنون استاد و مدیر تحقیق در مرکز علمی تحقیقات علمی فرانسه و دانشگاه پاریس است.
معین‌فر دانش‌آموخته مقطع کارشناسی زبان و ادبیات فارسی از دانشگاه تهران و دیپلم زبان‌شناسی مقداری از دانشگاه پاریس، دکترای ادبیات از دانشگاه نوشاتل سوییس و دکترای دولتی در ادبیات و علوم انسانی از دانشگاه پاریس است.

## آثار
از آثار شاخص وی می‌توان به: مکتوبات (مجموعه مکاتبات با استاد محمدعلی جمال‌زاده)، شصت و اند سال پیش، محاس المجالس، راه بروز اعلی گمنامی تمام، زهره، گربه‌های من و من و غیره اشاره کرد.

#### مقالات
فردوسی و لغات عربی
خاستگاه‌های هنر در دین: هدهد و رمز او
پیرامون فراهنگ فارسی معین
سنجد
سندروس
شیرین‌بیان
باب کتاب: رمزشناسی افسانه‌ها و تصوف ایرانی
عقاید و آرا: اصطلاح ساختگی «ایران و آریائی»